# Mostofa Sarwar Farooki
Mostofa Sarwar Farooki, né le 2 mai 1973 à Dacca, est un réalisateur, producteur et scénariste bangladais.
Ses films Third Person Singular Number, Television, No Bed Of Roses ont été salués par la critique internationale et ont reçu de nombreux prix dans son pays et à l'étranger. Il est à l'instigation du courant cinématographique d'avant-garde baptisé "Chabial".

## Carrière
Farooki est à l'origine d'une nouvelle tendance en matière de mise en scène et de direction artistique au début des années 2000. Son premier long métrage, Bachelor (2003) réunit les acteurs Humayun Faridi, Aupee Karim, Ferdous Ahmed, Shabnur et bien d'autres. Suit son deuxième film, une satire politique intitulée Made in Bangladesh (2007) avec Zahid Hasan, Tariq Anam Khan, Shahiduzzaman Selim. Son troisième film intitulé Third Person Singular Number avec Nusrat Imrose Tisha, Topu, Mosharraf Karim a été présenté en première mondiale lors du Festival international du film de Busan (2009). Sa première projection européenne s'est déroulée à l'occasion du Festival international du film de Rotterdam. Il a également fait partie de la compétition officielle 2009 du Festival international du film du Moyen-Orient . Ensuite, Farooki a réalisé un court métrage intitulé Ok Cut. Son quatrième long métrage Television (2012) avec Chanchal Chowdhury, Nusrat Imrose Tisha, Mosharraf Karim et Kazi Shahir Huda Rumi était le film de clôture du Festival international du film de Busan. Il a remporté le Grand prix du jury APSA en 2013, ainsi que cinq autres prix internationaux décernés à Dubaï, au Festival de film asiatique Jogja-NETPAC, à Asiatica Film Mediale Festival de Rome et au Festival international du film de Calcutta. Son cinquième long métrage Ant Story réunit les acteurs Sheena Chohan et Noor Imran Mithu : il a été nommé pour les Golden Goblet Awards et les Muhr Asia-Africa Awards du festival international du film de Dubaï. En 2014, il était également en compétition pour l'APSA et les festivals internationaux du film de Singapour et du Kerala. Mostafa Sarwar Farooki a achevé son sixième long métrage Doob: No Bed of Roses dans lequel jouent la star internationale Irrfan Khan, Nusrat Imrose Tisha, Parno Mittra, Rokeya Prachy et d'autres. C'était un projet officiel de Film Bazar India 2013. Il a remporté le prix du marché du film de Dubaï et le prix du jury Kommersant au Festival international du film de Moscou 2017 . Enfin en 2019 il a réalisé un projet ambitieux, avec le drame Shonibar Bikel (samedi après-midi) avec Nusrat Imrose Tisha, Parambrata Chatterjee, Zahid Hasan, Eyad Hourani, Mamunur Rashid, une coproduction Bangladesh-Allemagne-Russie inspirée de l'attaque terroriste à Dacca du 1er juillet 2016, à la boulangerie artisanale de Holey, dans le quartier Gulshan. Le film a été présenté en première mondiale dans la section principale de la compétition du 41e Festival international du film de Moscou 2019 et a remporté le prix du jury et le prix Komersant de la fédération de Russie des critiques de cinéma. Il s'agit du premier des trois films de sa trilogie identitaire, le deuxième étant No Land's Man avec Nawazuddin Siddiqui, et le troisième, Memoria, sera basé sur les réfugiés Rohingyas .
Farooki a été fait partie du jury international des Asia Pacific Screen Awards en 2015, du Festival international du film de Busan en 2017 , du Festival international du film de Kolkata en 2017 et du Dhaka International Film Festival en 2020. Il a également été invité et conférencier dans de nombreux autres festivals de films prestigieux. En 2019, il a reçu le Fazlul Haq Memorial Award 2018 et a également été honoré par le journal Kaler Kantho à l'occasion de l'anniversaire du titre.
Farooki réalise également des publicités pour des marques locales et internationales comme Djuice, Citycell, Banglalink, Ekhanei.com, Crown Cement, Grameenphone, Close-Up, Robi etc. Sa publicité la plus populaire a été celle pour le pain de savon Meril avec Tisha.

## Style
Le travail de Farooki aborde des thèmes tels que l'angoisse de la classe moyenne, la romance des jeunes urbains, la tromperie-hypocrisie et la fragilité de l'individu, la frustration quant aux limites de sa propre culture et des concepts musulmans conservateurs de culpabilité et de rédemption.
L'Asia Pacific Screen Awards de Brisbane déclare à propos de son travail : « Ses films traitent souvent de la façon dont les individus se libèrent des limites que leur impose leur identité, leur situation économique et leurs systèmes de croyances. Pour contrer le dénuement auquel ils sont confrontés dans la vraie vie, ses personnages semblent souvent créer un monde fantastique autour d'eux, prêtant des éléments de réalisme magique au style caractéristique de Farooki. » « Mostofa Sarwar Farooki pourrait être le prochain cinéaste d'Asie du Sud-Est à percer », a écrit The Hollywood Reporter dans la critique de son film Television. Jay Weissberg, de Variété, a écrit « Mostofa Sarwar Farooki est un exemple clé de la nouvelle vague cinématographique du Bangladesh ».

## Vie privée

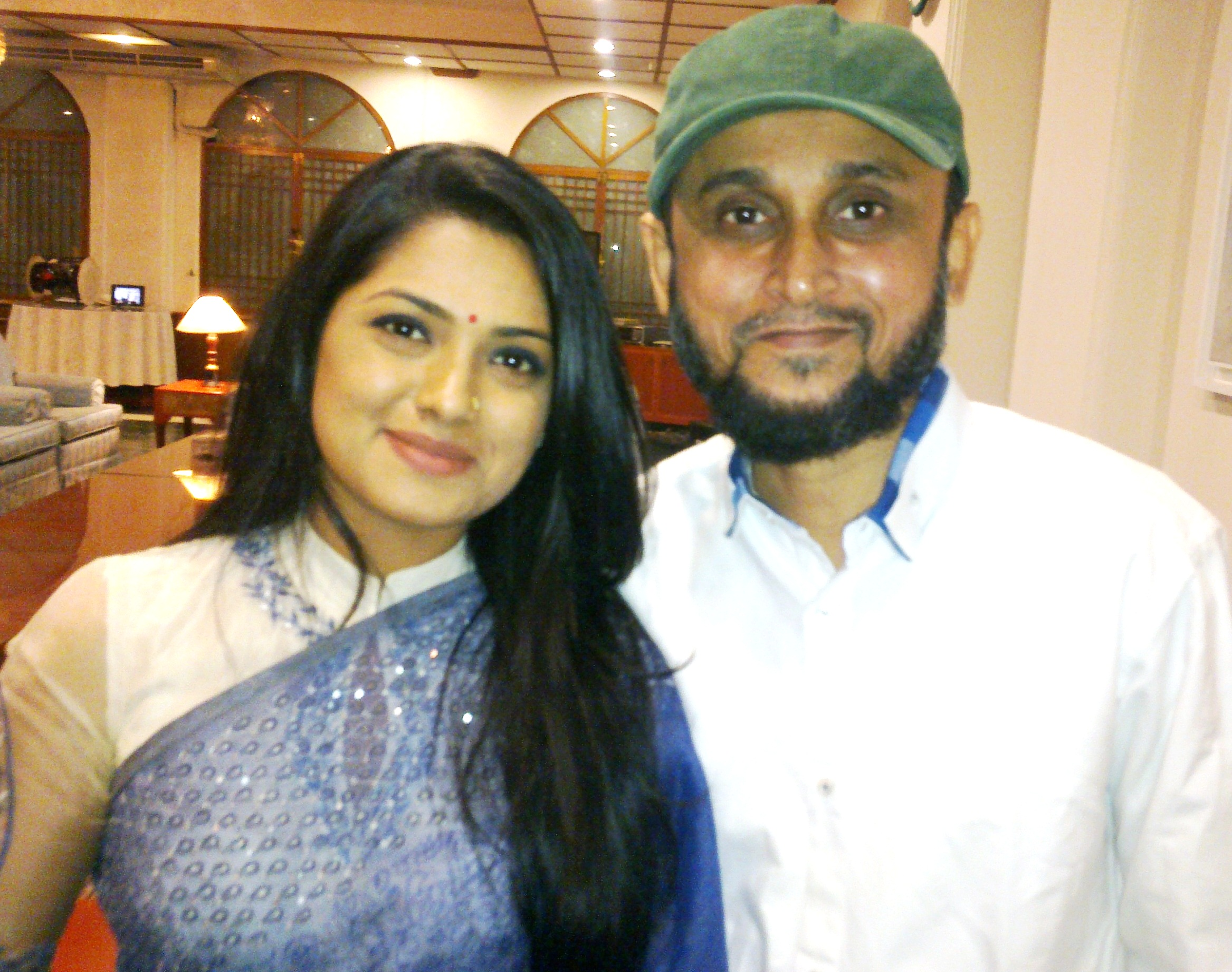
Tisha et Farooki en 2015

Farooki est marié à l'actrice Nusrat Imrose Tisha depuis le 16 juillet 2010,.

## Filmographie
- 2003 : Bachelor
- 2007 : Made in Bangladesh
- 2009 : Third Person Singular Number
- 2010 : Ok, Cut
- 2012 : Television
- 2013 : Ant Story
- 2017 : Doob (bn)
- 2019 : Shonibar Bikel: Saturday Afternoon
- 2019 : No Land's Man

## Distinctions
(juillet 2021).
 (juillet 2021).
Le contenu est difficilement compréhensible vu les erreurs de traduction, qui sont peut-être dues à l'utilisation d'un logiciel de traduction automatique.
| Année | Films                              | Commentaires |
| ----- | ---------------------------------- | --- |
| 2003  | Bachelor                           | - Official Selection - New Jersey Independent South Asian Cine Fest - Official Selection - Third Eye IFF Mumbai - Official Selection -Asiatica filmmediale, Rome - Winner, Best Actress at Bangladesh National Film Award 2004 |
| 2007  | Made in Bangladesh                 | Winner, Special Mention (Best Film) - Dhaka International Film Festival 2008 |
| 2009  | Third Person Singular Number       | - Official Selection - Pusan International Film Festival 2009 - Official Selection - International Film Festival Rotterdam (2010) - Official Competition - Abu Dhabi Film Festival 2009 - Winner, Best Director - Dhaka International Film Festival 2010 - Official Competition - Tiburon International Film Festival 2010 - Winner, Best Film, Best Film Director, Best Film Actor and Best Film Actress - Meril Prothom Alo Awards 2010 - Official Competition - Jogja-NETPAC Asian Film Festival 2010 - Official Competition - Festival Cinema Africano, Asia e America Latina, Milano, Italy (2010) - Official Selection - Keswick Film Festival 2014 - Official Selection - Fribourg International Film Festival 2010 - Bangladesh's official submission to 83rd Academy Awards for Best Foreign Language Film |
| 2010  | Ok, Cut                            | - Official Competition - Kazan International Festival of Muslim Cinema 2010 - Screened at NETPAC Seminar - International Film Festival Rotterdam 2010 |
| 2012  | Television                         | - Closing film - Busan International Film Festival 2012 (world premiere) - Bangladesh's submission to 86th Academy Award foreign language category. - Winner, Jury Grand Prize - Asia Pacific Screen Award 2013. - Nomination, Best Film and Best Screenplay - Asia Pacific Screen Award 2013 - Winner, City of Rome Award (jury) for best Asian Feature Film and Audience Award(Best Film) - Asiatica 2013, Rome-Italy. - Winner, NETPAC Award - Kolkata International Film Festival, 2013 - Winner, Special mention award, Muhr AsiaAfrica Dubai International Film Festival 2012. - Winner, Golden Hanoman Award - Jogja-NETPAC Asian Film Festival 2013 - Official Competition - Asia-Pacific Film Festival, 2012 - Official Competition - Cinemanila International Film Festival 2012 - Official Selection - International Film Festival of Kerala - Official Selection, Open Doors Screening - Locarno Film Festival - Official Selection - Portland International Film Festival 2014 - Winner, Asian Cinema Fund for script development and Post-Production - Busan International Film Festival - Winner - Gothenburg Film Festival fund 2010 for script development - Official Project, Asian Project Market, BIFF 2010 - Official Project, Film Bazaar India, 2010 - Official Selection - Keswick Film Festival 2014 |
| 2013  | Ant Story                          | - Official Competition - Shanghai Film Festival, - Official Competition -Asia Pacific Screen Award, 2014. - Winner, Best Film Director (Critics Choice) - Meril Prothom Alo Awards 2014. - Official selection - Busan International Film Festival 2014. - Official Selection - Melbourne IFF (films From subcontinent) 2014 - Nomination, Silver Screen Award - Singapore International Film Festival 2014 - Nomination, Jury Award, Best Asian Film - Asian Film Festival, Dallas 2014 - Official Competition, Dubai International Film Festival December, 2013 (World Premiere) - Official Competition - International Film Festival of Kerala 2014 - Official Project, Asian Project Market, BIFF 2013 - Official Competition - Kazan International Festival of Muslim Cinema 2014 |
| 2017  | Doob: No Bed of Roses              | - Winner, Dubai film market award - Film Bazar India 2013 - Winner, Kommersant Jury Prize - Moscow International Film Festival 2017 - Official Competition - Shanghai International Film Festival 2017 - Official Selection - Busan International Film Festival - Official Competition - El-Gouna Film Festival 2017 - Official Selection - Vancouver International Film Festival 2017. - Closing Film - South Asian Film Festival, Paris, 2017. - Official Selection - 48th International Film Festival of India, Goa 2017. - Official Competition - Festival Cinema Africano, Asia e America Latina 2018 - Official Selection - Filmfest München 2018 - Official Selection - Seattle International Film Festival 2018 - Official Selection - Asian World Film Festival 2018. - Official Selection - London Indian Film Festival 2018 - Official Selection - Asian Film Festival, Barcelona - Official Selection - International Film Festival of Kerala 2017 - Bangladesh's submission to 91th Academy Awards foreign language film category. - Nomination, Best Actor(Critics), Best Lyrics, Best Cinematography, Best Background Score - Filmfare Awards East - Official Selection - Chicago South Asian Film Festival 2018 - Official Selection - International Film Festival of South Asia, Toronto 2018                |
| 2019  | Shonibar Bikel: Saturday Afternoon | - Winner, Russian Film Critics Jury Prize and Komersant Prize at Moscow International Film Festival 2019 - Winner, NETPAC Award and High School Award at Vesoul International Film Festival of Asian Cinema 2020 - Official Selection - Sydney Film Festival 2019 - Nomination, CineCo Pro Award - Filmfest München 2019 - Official Selection - Busan International Film Festival 2019 - Official Selection - Hong Kong Asian Film Festival 2019 - Official Selection - London Indian Film Festival 2019 |
| 2019  | No Land's Man                      | - Winner, MPA Film Fund, Asia Pacific Screen Awards 2014 - Winner, Most Promising Project - Film Bazaar India, 2014 - Official Project, Asian Project Market, Busan International Film Festival, 2014 |

## Chabial
Farooki est le fondateur de Chabial, un club de cinéastes. Ce groupe de jeunes réalisateurs était autrefois les assistants-réalisateurs de Farooki. Ils ont ensuite utilisé les réseaux locaux de télévision par câble comme plate-forme pour prendre en main la narration d'histoires et ont ainsi conquis un public. Leurs œuvres ont réussi à se connecter principalement avec les jeunes des zones urbaines et suburbaines de la société bangladaise pour le réalisme des sujets de l'histoire et le réalisme dans l'exécution.